# Episodi di The Zack Files (seconda stagione)
La seconda stagione della serie televisiva The Zack Files è stata trasmessa in anteprima in Canada dalla YTV tra il 17 settembre 2001 e il 5 maggio 2002.
| nº | Titolo originale                                   | Titolo italiano | Prima TV Canada   | Prima TV Italia |
| -- | -------------------------------------------------- | --------------- | ----------------- | --------------- |
| 1  | Blast from the Past                                |                 | 17 settembre 2001 |                 |
| 2  | Searching for Zack Greenburg                       |                 | 24 settembre 2001 |                 |
| 3  | The Terrible Truth                                 |                 | 1º ottobre 2001   |                 |
| 4  | Groovin'                                           |                 | 8 ottobre 2001    |                 |
| 5  | What's Eating Zack Greenburg?                      |                 | 15 ottobre 2001   |                 |
| 6  | In Your Dreams                                     |                 | 22 ottobre 2001   |                 |
| 7  | Captain Sonic                                      |                 | 5 novembre 2001   |                 |
| 8  | Zack Zero                                          |                 | 12 novembre 2001  |                 |
| 9  | Zack Girl                                          |                 | 19 novembre 2001  |                 |
| 10 | Dead Men Do Wear Plaid                             |                 | 26 novembre 2001  |                 |
| 11 | Frog Prince                                        |                 | 3 dicembre 2001   |                 |
| 12 | Things to Do at Horace Hyde White When You're Dead |                 | 7 gennaio 2002    |                 |
| 13 | Bionic Zack                                        |                 | 14 gennaio 2002   |                 |
| 14 | Attack of the Killer Zack-uum                      |                 | 21 gennaio 2002   |                 |
| 15 | Once and Future Zack                               |                 | 28 gennaio 2002   |                 |
| 16 | Kleptomanizack                                     |                 | 10 febbraio 2002  |                 |
| 17 | Zack Times Two                                     |                 | 17 febbraio 2002  |                 |
| 18 | Pop!                                               |                 | 24 febbraio 2002  |                 |
| 19 | Zack and White                                     |                 | 3 marzo 2002      |                 |
| 20 | Little Big Zack                                    |                 | 10 marzo 2002     |                 |
| 21 | The Eyes of Gwen Killerby                          |                 | 17 marzo 2002     |                 |
| 22 | Zack Greenburg's Day Off                           |                 | 24 marzo 2002     |                 |
| 23 | Almost Famous Almost                               |                 | 31 marzo 2002     |                 |
| 24 | The Zack Show                                      |                 | 7 aprile 2002     |                 |
| 25 | Who Did You Say I Was?                             |                 | 14 aprile 2002    |                 |
| 26 | Zackeo and Juliet                                  |                 | 5 maggio 2002     |                 |